# Let Korean Air 007
Let Korean Air 007 (zkratka KAL 007) byl pravidelný civilní linkový let jihokorejské společnosti Korean Air, který se v důsledku údajných chyb posádky odchýlil o více než 500 km z pravidelné trasy, vletěl do sovětského vzdušného prostoru a zde byl dne 1. září 1983 sestřelen letounem Suchoj Su-15. Při katastrofě, ke které došlo nad mořem poblíž Sachalinu, zahynulo všech 269 osob na palubě letadla Boeing 747-230B.
Některé zdroje[které?] uvádějí, že nad tímto územím v tu samou dobu prováděl americký špionážní letoun odposlech a ruský stíhač si spletl dopravní letoun s tímto špionážním letounem.

## Průběh letu
Po startu z letiště v Anchorage zapnuli piloti autopilota a nastavili jej do režimu NAV. Pokud je autopilot v tomto režimu, sleduje pevně nastavený kurz, což v případě letu KAL 007 bylo 245°. Aby autopilot začal sledovat letový plán daný souřadnicemi navigačních bodů, které jsou do palubního počítače zadané před startem letadla, případně během letu, museli by piloti nastavit autopilota do režimu INS. Ze záznamů černých skříněk však vyplývá, že letadlo letělo celou dobu s pevně nastaveným kurzem 245°. Piloti tedy autopilota do režimu INS buď vůbec nenastavili nebo jej do tohoto režimu přepnuli až v okamžiku, kdy se let KAL 007 nacházel více než 12 km mimo určenou trasu. V tomto případě by autopilot nebyl schopen jít zpět na zadanou trasu a sledoval by stále pevně nastavený kurz jako v režimu NAV.

## Okolnosti

Plánovaná a skutečná dráha letu KAL 007

Další průběh letu KAL 007 byl zásadně ovlivněn i širšími souvislostmi celosvětové politiky a mezinárodních vztahů. V roce 1983 stále trvalo období studené války. Obě světové velmoci, SSSR a USA, sice vedly jednání o omezení strategických zbraní a v roce 1979 podepsaly smlouvu SALT II, avšak vztahy rozhodně dobré neměly.
Sovětský svaz na osudnou noc připravoval odpal mobilní mezikontinentální balistické střely RT-2PM Topol ze základny v Plesecku. Vývoj nových typů střel byl ovšem smlouvou SALT II zakázán. USA měly od zpravodajských služeb informace o plánovaném odpalu, do vzduchu tedy byla poslána dvojice letadel RC-135V/W Rivet Joint a RC-135S Cobra Ball. Obě letadla byla postavena na platformě Boeingu 707 a hlídkovala u poloostrova Kamčatka. Sověti o jejich přítomnosti věděli, stejně jako o jejich účelu. Proto poslali do vzduchu v rámci operaci Maskirovka dva rušiče, které měly americká letadla oslepit.
Na obou stranách panovala značně napjatá atmosféra. V prostoru se pohybovala dvě americká průzkumná letadla. Za této situace do sovětského vzdušného prostoru vlétl civilní Boeing 747 letu KAL 007. Šlo o čtyřmotorové letadlo, podobné jako dvě americká letadla v jeho blízkosti. Zatímco piloti letu KAL 007 přeletěli poloostrov Kamčatka, na zemi probíhala vysoká pohotovost, o které neměli ani tušení.
Ve vzdušném prostoru nad Kamčatkou byla letadla podrobena identifikaci pomocí dotazovače vlastní-cizí. Vlastní letadla na dotaz automaticky odeslala platný identifikační kód a operátorovi se na radarové obrazovce objevila značka vlastního letadla. Pokud žádná odpověď nepřišla, cíl byl veden jako neidentifikovaný a na jeho vyvedení ze zakázaného prostoru byla vyslána zpravidla pohotovostní dvojice z jedné nebo více nejbližších leteckých základen. Takový systém používaly západní i východní země. Vzhledem k principu činnosti systému nebyli piloti civilního letadla „narušitele“ informováni o tom, že identita letadla nebyla prověřena.
Posádka letu KAL 007 tedy stále nevěděla, v jakých problémech se ocitla, když přelétla poloostrov Kamčatka v letové hladině 330 (33 000 stop; 10 000 m). Pak v 04:45 (17:45 UTC) Boeing vyletěl ze sovětského vzdušného prostoru a nacházel se v mezinárodním vzdušném prostoru nad Ochotským mořem.
Když byl KAL 007 asi 70 km od pobřeží Kamčatky, byla do vzduchu vyslána tři letadla Suchoj Su-15 ze základny Dolinsk-Sokol a jeden MiG-23 ze základny Smirnych. V 04:49 (17:49 UTC) přišlo hlášení o vzletu první hotovostní dvojice.
Sovětská protivzdušná obrana byla v těžké situaci, protože silný arktický vítr vyřadil z činnosti jeden z radarů. Jednoduché to neměli ani operátoři. Navzdory vyřazení radaru museli navést hotovostní stíhačky tak, aby dříve, než jim dojde palivo, dokázaly dostihnout cíle, zachytit ho na úzkém pruhu sovětského vzdušného prostoru nad Sachalinem a případně se dostat do pozice pro střelbu, kdyby se ukázalo, že jde o nepřátelské letadlo.
Když KAL 007 vlétl do sovětského vzdušného prostoru nad Sachalinem, piloti zasahujících letadel sledovali narušitele více než hodinu. Když selhaly pokusy o identifikaci letadla, vypálil pilot Su-15 major Genadij Osipovič výstražnou dávku. Později vypověděl: „Vypálil jsem přes 200 nábojů. Bohužel to byly jen náboje bez stopovky. Pochybuji, že si jich všimli.“
O tomto problému se vědělo. Na nedostatek zásobování upozorňovali velitel základny i hlavní zbrojíři kolem půl roku, žádná dodávka munice však nepřišla. Pro kanón GŠ-23 měly být k dispozici tříštivé-trhavé náboje, tříštivé-trhavé náboje se stopovkou a průbojné náboje se stopovkou. Stopovka hořela asi 5 sekund.
Z přepisu záznamu z velitelského stanoviště je zřejmé, pod jakým tlakem byli všichni zúčastnění.
Sověti se pokoušeli narušitele resp. let KAL 007 kontaktovat,[zdroj⁠?!] ale na záznamníku komunikace v kokpitu CVR (Cockpit Voice Recorder) Boeingu 747 není volání na mezinárodní nouzové frekvenci 121,5 MHz slyšet.
V otázce dalšího postupu panovala shoda: narušitel měl být sestřelen. Velitel protivzdušné obrany však trval na identifikaci cíle, velitel základny Dolinsk-Sokol byl naopak přesvědčen, že přelet Kamčatky je dostatečným důkazem. V 05:15 (18:15 UTC) se službu konající důstojník, podplukovník Titovin obrátil na náčelníka štábu divize. Padlo rozhodnutí zničit cíl i bez identifikace.
Ve stejný okamžik požádali piloti letu KAL 007 letové středisko v Tokiu o povolení stoupat na letovou hladinu 370 (11 200 m). Major Osipovič se v té chvíli snažil přiblížit k cíli.
Pilot zasahujícího letadla major Osipovič také neměl jednoduchou pozici. Musel postupovat podle pokynů pozemního velitelského stanoviště. Z jeho reakcí je zřejmé, že nebyl se způsobem navádění zcela spokojen. Let KAL 007 začal stoupat, čímž se snížila jeho rychlost. Letěl rychlostí kolem 400 km/h a Su-15 byl v této výši na hranici pádové rychlosti.
Major Osipovič vyhodnotil stoupání letu KAL 007 jako typický únikový manévr, který ho přiměl předletět cíl. V okamžiku, kdy přišel rozkaz k palbě, byl před cílem a měl téměř prázdné zásobníky kanónových pouzder. V této situaci dokonce zvažoval možnost taranu, tedy náraz do cíle. Nakonec se rozhodl udělat zatáčku, klesnout 2 000 metrů pod cíl, při forsáži (tj. přídavné spalování) se k němu dotáhnout a z dostatečné vzdálenosti odpálit řízené střely.

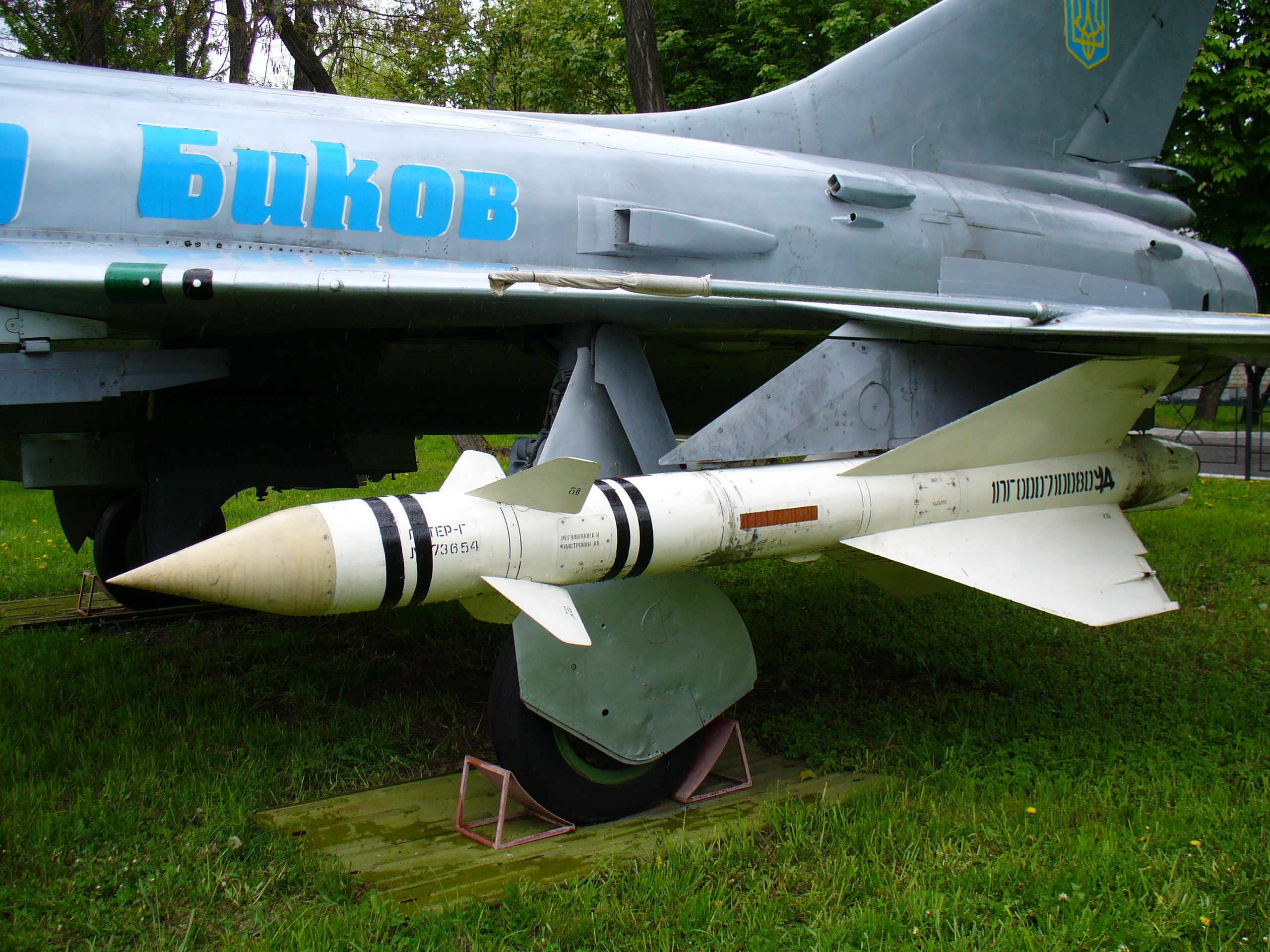
Střela Kaliningrad R-8 zavěšená na letounu Su-15

Z přepisu je zřejmé, že major Osipovič viděl zapnutá světla i blikající antikolizní majáky. Později vypověděl, že si byl vědom, že jde o Boeing 747, protože viděl dvě řady světel. Jiné civilní letadlo v té době dvě paluby nemělo. O typu letadla však velitelské stanoviště neinformoval, protože se ho na to neptali a všichni byli pod tlakem časové tísně.
Generál Kornukov nařídil, aby byl cíl sestřelen, a poslal k němu MiG-23. Velitelské stanoviště však vědělo, že Su-15 bude na pozici dříve, a proto dostal rozkaz ke zničení cíle major Osipovič, pilot zasahujícího letounu Su-15. Odpálil dvě řízené střely s dvousekundovým intervalem. Střely měly přibližovací zapalovače. První explodovala asi 50 metrů za letadlem letu KAL 007. Střepiny probily přetlakový trup, způsobily náhlou dekompresi kabiny a poškodily řízení. Podle majora Osipoviče druhá střela zasáhla levé křídlo, ale pozdější vyšetřování prokázalo, že levé křídlo bylo neporušeno. Střela byla tedy zničena zřejmě autodestrukcí.
Na velitelském stanovišti nadále panovaly pochybnosti o zničení cíle. Podle radaru cíl ještě pokračoval v letu. Minimálně jedenkrát se majora Osipoviče ptali, jestli odpálil obě rakety. Generál Kornukov nařídil ještě druhému letadlu, MiGu-23, aby zaujal palebnou pozici, ale ten hlásil, že má málo paliva a zůstává mu posledních 600 litrů.

## Pád letadla
| Stát                                                                          | Oběti |
| ----------------------------------------------------------------------------- | ----- |
| Austrálie                                                                     | 2     |
| Hongkong                                                                      | 12    |
| Kanada                                                                        | 8     |
| Dominikánská republika                                                        | 1     |
| Indie                                                                         | 1     |
| Írán                                                                          | 1     |
| Japonsko                                                                      | 28    |
| Malajsie                                                                      | 1     |
| Filipíny                                                                      | 16    |
| Jižní Korea                                                                   | 105 * |
| Švédsko                                                                       | 1     |
| Tchaj-wan                                                                     | 23    |
| Thajsko                                                                       | 5     |
| Spojené království                                                            | 2     |
| Spojené státy americké                                                        | 62    |
| Vietnam                                                                       | 1     |
| Celkem                                                                        | 269   |
| * 76 cestujících, 23 aktivních členů posádky a 6 členů posádky jako cestující |       |

Boeing 747 měl čtyři hydraulické okruhy. Minimálně jeden z nich zřejmě nebyl poškozen, což zaručovalo ovládání primárního okruhu řízení (směrovka, výškovka, křidélka), většinu sekundárních, kromě slotu na náběžné hraně, dále pak vysunutí a řízení podvozku a brzdění kol. Ze záznamníku komunikace v kokpitu CVR (Cockpit Voice Recorder) bylo zřejmé, že motory byly v pořádku (podle hlášení druhého pilota).
Letadlo ztratilo asi 600 metrů výšky. Pak piloti vypnuli autopilota a snažili se obnovit řiditelnost. Boeing 747 se nezhroutil – zhruba ve výšce 5 000 metrů se kapitánovi podařilo dostat letadlo částečně pod kontrolu a asi čtyři minuty pokračoval v letu. Nakonec se však letoun propadl do vývrtky a asi po 12 minutách po zásahu dopadl na hladinu moře. Tím také zmizel z obrazovek sovětských radarů. Nikdo na palubě nepřežil.

## Po nehodě

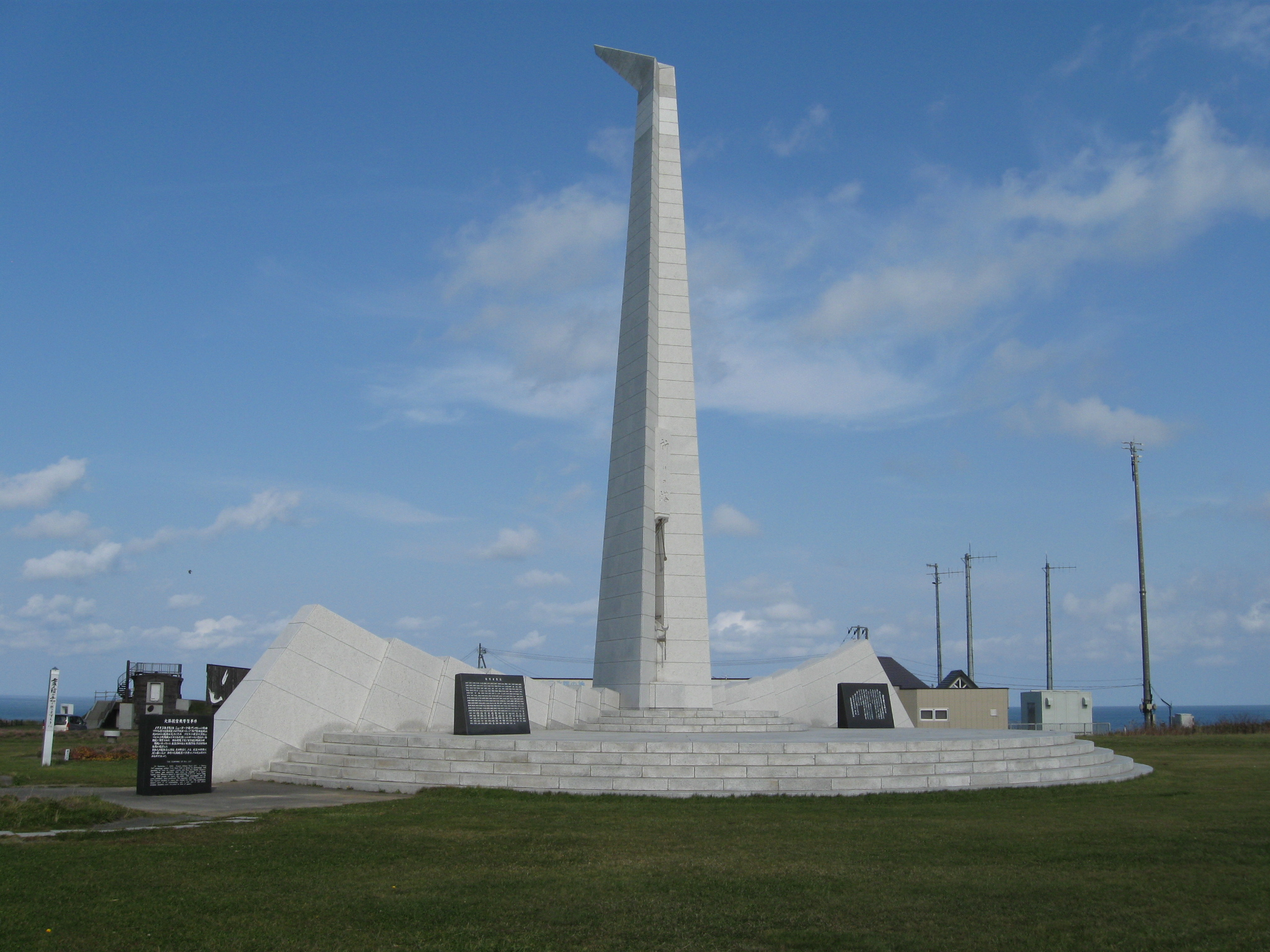
Památník obětem letu KAL 007 v Japonsku

USA prodloužily oblast radarového sledování z původních 200 na 1 200 mil od Anchorage. Na ostrově Saint Paul v Beringově moři byl nainstalován sekundární radar.
V roce 1986 se SSSR a USA dohodly na společném systému monitorování leteckého provozu v oblasti severního Pacifiku. Byl upraven autopilot, aby bylo jasné, v jakém režimu pracuje, a tím by nemělo dojít k záměně módu INS a Heading. Roku 1983 oznámil prezident Ronald Reagan uvolnění zatím tajné technologie GPS pro civilní využití, aby se podobným tragickým omylům předešlo.
Major Osipovič je dodnes přesvědčen, že sestřelil špionážní letadlo. Nepřipouští možnost, že by dostal rozkaz střílet na civilní letadlo. Rozsvícená světla neměla na jeho rozhodnutí vliv, protože vypověděl: "Nic to neznamenalo. Rozsvítíte světla a máte civilní letadlo." Podstatné bylo, že letadlo nereagovalo na výzvy. S důsledky se musel vypořádat sám.
Vzhledem ke zkušenosti pilotů je však záhadné, že si během letu odchylky nevšimli. Kapitán Chum Byung-in sloužil u Korean Air 11 let, a z toho 5 let pravidelně létal na trase z Anchorage a věděl, že oblast kolem Kamčatky byla velmi hlídanou a nebezpečnou vojenskou zónou.
Dnes celý příběh známe a porovnáním záznamů všech zúčastněných stran lze vykreslit poměrně přesný obraz toho, co se během osudné noci stalo.
Osudnému letu je věnován jeden z dílů dokumentární série Letecké katastrofy.